# 王吉德 (1964年)
王吉德（1964年12月—），男，汉族，陕西西乡人，中华人民共和国政治人物。现任西安市政协党组书记、主席。第十四届全国政协委员。